# Cantó de Marchenoir
El cantó de Marchenoir és un cantó francès del departament de Loir i Cher, situat al districte de Blois. Té 18 municipis i el cap és Marchenoir.

## Municipis
- Autainville
- Beauvilliers
- Boisseau
- Briou
- Conan
- Concriers
- Josnes
- Lorges
- La Madeleine-Villefrouin
- Marchenoir
- Oucques
- Le Plessis-l'Échelle
- Roches
- Saint-Laurent-des-Bois
- Saint-Léonard-en-Beauce
- Séris
- Talcy
- Villeneuve-Frouville

## Història
| Data d'elecció                           | Identitat               | Partit                     | Qualitat |
| ---------------------------------------- | ----------------------- | -------------------------- | -------- |
| 1949-1961                                | René Revaux             | RPF, després divers droite |          |
| 1961-1979                                | M. Maudit               | divers droite, després UDF |          |
| 1979-1992                                | Henri Giscard d'Estaing | UDF                        |          |
| 1992-1996                                | René Salvat             | RPR                        |          |
| 1996-                                    | André Boissonnet        | UDF, després divers droite |          |
| les dades anteriors no són pas conegudes |                         |                            |          |
|                                          |                         |                            |          |

## Demografia
| A partir de 1990: Població sense dobles comptes |